# لی سونگ-وو
لی سونگ-وو (کره‌ای: 이승우؛ زادهٔ ۶ ژانویهٔ ۱۹۹۸) بازیکن فوتبال اهل کره جنوبی است که در پست وینگر برای باشگاه فوتبال هلاس ورونا در سری آ بازی می‌کند.
وی در حالی که فقط ۱۲ سال سن داشت مورد توجه استعدادیاب‌های باشگاه بارسلونا قرار گرفت و بعد از درخشش و آقای گلی در جام دنون، با این باشگاه اسپانیایی قرارداد بست و به عضویت تیم‌های پایهٔ بارسلونا درآمد.
لی به واسطه بازیهای درخشان در سال ۲۰۱۷عنوان بهترین بازیکن جوان سال آسیا را بدست آورد.او درخشش در بازی های ملی را در جام جهانی زیر بیست سال در کره جنوبی آغاز کرد به طوری که با رسیدن به مرحله یک هشتم مقابله پرتغال شکست خوردند و از گردونه رقابت ها کنار رفتند.
او با تیم امید کره جنوبی در بازی های آسیایی جاکارتا توانست عنوان قهرمانی را بدست بیاورد وی در این مسابقات چهار گل زد که یکی از این گلها به ایران و از دیگر گلهای مهم او گل اول بازی فینال بود که به ژاپن زد.